# هاینسپورت، نیوجرسی
هاینسپورت (به انگلیسی: Hainesport Township) شهری در ایالت نیوجرسی کشور ایالات متحده آمریکا است که جمعیت آن در سرشماری سال ۲۰۱۰ میلادی، ۶٬۱۱۰ نفر بوده‌است.